# Президентский орден «Сияние»
Президентский орден «Сияние» (груз. ბრწყინვალების საპრეზიდენტო ორდენი) — государственная награда Грузии, был учреждён решением Парламента Грузии № 1553 от 31 июля 2009 года для награждения выдающихся деятелей культуры, образования, науки, искусства, спорта и других сфер за выдающиеся заслуги.

## Положение о награде
Президентский орден «Сияние» вручается выдающимся деятелям культуры, образования, науки, искусства, спорта и других сфер за выдающиеся заслуги.
Награждённому орденом «Сияние» вручается денежная премия в размере 4000 лари.

## Награждённые
1. Анзор Мелия (?) — врач-кардиолог[1]
2. Михал Каминьский[пол.] (2010) — депутат Европейского парламента, Республика Польша[2]
3. Илия II — (8 апреля 2010 года) Католикос-Патриарх всея Грузии[3]
4. Придон Тодуа — (8 апреля 2010 года) академик, заместитель председателя парламента Грузии[3]
5. Манана Доиджашвили — (8 апреля 2010 года) ректор тбилисской консерватории[3]
6. Гурам Дочанашвили — (8 апреля 2010 года) писатель[4]
7. Реваз Гагуа — (8 апреля 2010 года) директор национального онкологического центра[5]
8. Димитри Эристави — (8 апреля 2010 года) художник[5]
9. Тамаз Чхенкели — (8 апреля 2010 года) поэт[5]
10. Бесик Харанеули — (8 апреля 2010 года) поэт[5]
11. Додо Кикалишвили — (8 апреля 2010 года)[5]
12. Важа Орделадзе — (8 апреля 2010 года) архитектор[5]
13. Гага Кикнадзе — (8 апреля 2010 года) архитектор[5]
14. Леван Мушкудиани — (8 апреля 2010 года) архитектор[5]
15. Александре Рондели — (8 апреля 2010 года) политолог[4]
16. Ламара Маргвелашвили — (8 апреля 2010 года) педагог[4]
17. Екатерина Майеринг-Микадзе — (8 апреля 2010 года) посол Грузии в арабских странах Персидского залива[4]
18. Микеле Ди Лукки — (8 апреля 2010 года) итальянский архитектор[3]
19. Давид Нинидзе — (8 апреля 2010 года) заместитель мэра Тбилиси[6]
20. Дэви Чанкотадзе — (26 мая 2010 года) начальник Объединённого штаба Вооружённых Сил Грузии[7]
21. Резо Чеишвили (30 апреля 2010 года) писатель, киносценарист[8]
22. Нино Ананиашвили — (26 мая 2010 года) балерина, руководитель государственного театра оперы и балета[7]
23. Александре Беставашвили — (26 мая 2010 года) руководитель грузинской диаспоры Великобритании[7]
24. Владимир Гургенидзе — (26 мая 2010 года) глава «Либерти банка», 7-й премьер-министр Грузии[7]
25. Николоз (Нико) Вачеишвили — (26 мая 2010 года) начальник департамента охраны памятников при министерстве культуры Грузии[7]
26. Альберто Доминго Кабо — (26 мая 2010 года) испанский архитектор[7]
27. Коба Накопия — (26 мая 2010) владелец компании «Кварцит», депутат[7]
28. Нани Брегвадзе — (26 мая 2010 года) исполнительница романсов[7]
29. Нино Сухишвили — (26 мая 2010 года) соруководитель национального балета Грузии[7]
30. Илико Сухишвили — (26 мая 2010 года) соруководитель национального балета Грузии[7]
31. Джемал Чкуасели — (26 мая 2010 года) руководитель ансамбля «Эрисиони»[7]
32. Роланд Ахалая — (26 мая 2010 года) прокурор региона Самегрело — Земо-Сванети[7]
33. Хатер Массад — (26 мая 2010 года) глава подразделения недвижимости RAK Investment Authority (RAKIA)[7]
34. Леван Алексидзе — (26 мая 2010 года) академик[7]
35. Юлон Гагошидзе — (26 мая 2010 года) экс-госминистр Грузии по вопросам диаспор[7]
36. Екатерина Згуладзе — (26 мая 2010 года) заместитель министра внутренних дел[7]
37. Роман Ахалая — (26 мая 2010) главный врач Зугдидской центральной больницы[7]
38. Рамаз Николаишвили — (26 мая 2010 года) руководитель департамента автомобильных дорог[7]
39. Даниел Кунин — (26 мая 2010 года) советник президента Грузии[7]
40. Шамиль Кортошидзе — (26 мая 2010 года) певец[9]
41. Ниаз Диасамидзе — (26 мая 2010 года) певец, лидер группы «33-А»[9]
42. Ираклий Эзугбая — (26 мая 2010 года) глава Грузинской железной дороги[7]
43. Рисмаг Гордезиани — (10 июня 2010 года) профессор Тбилисского государственного университета[10]
44. Леван Цагурия (24 июня 2010 года) — спортсмен-сумоист[11]
45. Ян Табачник — (27 июля 2010 года) композитор, депутат Верховной Рады Украины[12]
46. Нино Сургуладзе — (5 сентября 2010 года) оперная певица[13]
47. Паата Бурчуладзе — (13 сентября 2010 года) оперный певец, руководитель благотворительного фонда «Иавнана»[14]
48. Олег Басилашвили — (14 октября 2010 года) советский и российский актёр театра и кино, народный артист СССР.[15][16]
49. Георгий Арсенишвили — (18 ноября 2010 года) депутат Парламента Грузии. (награждён посмертно)[17]
50. Роберт Симмонс — (19 ноября 2010 года) спецпредставитель генерального секретаря НАТО на Южном Кавказе и в Центральной Азии.[18]
51. Мамука Хазарадзе — (29 декабря 2010 года) президент «ТВС банка»[19]
52. Давид Текшелашвили (2010 год) — глава президентской администрации[20]
53. Ламара Чкония (18 января 2011 года) — оперная певица[21]
54. Эдите Милдажите[лит.] — (26 января 2011 года) литовская журналистка[22]
55. Давид Дарчиашвили — (28 января 2011 года) глава комитета парламента Грузии по евроинтеграции[23]
56. Отар Зурабишвили — (26 мая 2011 года) председатель совета директоров Ассоциации грузин во Франции[24]
57. Арвидас Сабонис — (26 мая 2011 года) знаменитый литовский баскетболист[24]
58. Давид Лорткипанидзе — (26 мая 2011 года) директор Национального музея Грузии[24]
59. Натела Жордания — (26 мая 2011 года) руководитель ассоциации «Грузинское собрание»[24]
60. Реджеп Жордания — (26 мая 2011 года)[24]
61. Тамар Чхенкели — (26 мая 2011 года)[24]
62. Вахтанг Мачавариани — (26 мая 2011 года) дирижёр[24]
63. Тариэл Чантурия — (26 мая 2011 года) поэт[24]
64. Георгий Вашадзе — (26 мая 2011 года)заместитель министра юстиции[24]
65. Русудан Петвишвили — (26 мая 2011 года) художник[24]
66. Давид Сакварелидзе — (26 мая 2011 года) первый заместитель главного прокурора[24]
67. Тамар Квеситадзе — (26 мая 2011 года) скульптор[24]
68. Реваз Габриадзе — (26 мая 2011 года) писатель, сценарист, режиссёр, драматург[24]
69. Мамука Гварамия — (26 мая 2011 года) прокурор Ваке-Сабурталинского района Тбилиси[24]
70. Геннадий Качибая — (26 мая 2011 года) главный прокурор следственного отдела[24]
71. Эрик Фурнье — (14 октября 2011 года) посол Франции в Грузии.[25]
72. Гия Пирадашвили — (16 ноября 2011 года) бизнесмен, за вклад, внесённый в развитие Кахети.[26]
73. Серги Капанадзе (23 ноября 2011 года) заместитель министра иностранных дел Грузии[27]
74. Торнике Гордадзе (23 ноября 2011 года) заместитель министра иностранных дел Грузии[27]
75. Тамара Ковзиридзе (23 ноября 2011 года) советник премьер-министра Грузии[27]
76. Саломе Самадашвили (23 ноября 2011 года) посол Грузии при ЕС[27]
77. Гела Чарквиани (23 ноября 2011 года) постоянный представитель Грузии в Международной морской организации[28]
78. Вахтанг Канкава (23 ноября 2011 года) за вклад, внесённый в развитие научных технологий[28]
79. Рафаэль Глюксманн (23 ноября 2011 года) французский публицист[28]
80. Бакур Квезерели (23 ноября 2011 года) экс-министр сельского хозяйства Грузии[27]
81. Нино Катамадзе (23 ноября 2011 года) джазовая певица[27]
82. Ричи Диксон (18 декабря 2011 года) экс-главный тренер сборной Грузии по регби[29]
83. Игорь Кокошков (18 декабря 2011 года) главный тренер сборной Грузии по баскетболу[29]
84. Бесик Липартелиани (18 декабря 2011 года) президент федерации баскетбола Грузии[29]
85. Георгий Нижарадзе (18 декабря 2011 года) президент союза регби Грузии[29]
86. Каха Баиндурашвили (2011 год) министр финансов Грузии[30]
87. Виктор Ющенко (2011 год) бывший президент Украины[30]
88. Георгий Очиаури (11 января 2012 года) скульптор, художник[31]
89. Леван Варшаломидзе (14 января 2012 года) Председатель автономной республики Аджария[32]
90. Гурам Татишвили (9 февраля 2012 года) вице-президент Академии медицинских наук Грузии[33]
91. Темур Якобашвили (14 февраля 2012 года) посол Грузии в США[34]
92. Гульнара Чапидзе (14 февраля 2012 года) президент Академии медико-социальных наук Грузии [35]
93. Анзор Алханашвили (5 марта 2012 года) хирург [[36]]
94. Шота Гамкрелидзе (4 апреля 2012 года), академик, психиатр[37]
95. Гиоргий Каландадзе (10 апреля 2012 года) — создатель БТР «Дидгори» и залповой зенитной установки[38]
96. Реваз Чарбадзе (10 апреля 2012 года) — создатель БТР «Дидгори» и залповой зенитной установки[38]
97. Дональд Трамп (22 апреля 2012 года) американский бизнесмен[39]
98. Ровнаг Абдуллаев (11 сентября 2012 года) — президент Государственной нефтяной компании Азербайджана[40]
99. Заза Коринтели (2012 год) рок-музыкант, фольклорист[30]
100. Георгий Ушикишвили (2012 год) певец, фольклорист[30]
101. Давид Гогичаишвили (2012 год) телеведущий компании «Рустави-2»[30]
102. Цезарь Чочели (2012 год) бывший губернатор Мцхета-Мтианети[30]
103. Цисана Татишвили (2012 год) — оперная певица[41]
104. Гоги Очиаури (2012 год) — скульптор[42]
105. Михаил Махарадзе (2012) — председатель Верховного Совета Автономной Республики Аджария
106. Радослав Сикорский (2013) — министр иностранных дел Республики Польша
107. Чарльз Таннок[англ.] (2013) — депутат Европейского парламента от Лондона
108. Урсула Дорошевская[пол.] (2013) — Чрезвычайный и Полномочный посол Республики Польша в Грузии
109. Павел Залевский[пол.] (2013) — депутат Европейского парламента от Республики Польша
110. Рышард Чарнецкий (2013) — депутат Европейского парламента от Республики Польша[43]
111. Валдис Затлерс (16 февраля 2013 года) — бывший Президент Латвийской Республики[44]
112. Иван Гремелашвили — архитектор[45]
113. Андреа Бруни — итальянский архитектор[45]
114. Андро Габисония (16 октября 2013 года) заместитель директора Черкесского (адыгского) культурного центра в Грузии[46].
115. Александр Гурцкая (17 октября 2013 года), почётный Президент естественнонаучной гимназии им. А. Гурцкая — GG, в г. Зугдиди, Грузия.[[47]]
116. Джимшер Гурцкая (17 октября 2013 года), основатель естественнонаучной гимназии им. А. Гурцкая — GG, в г. Зугдиди, Грузия[[48]]
117. Акакий Бобохидзе (2013 год) депутат Парламента Грузии[30]
118. Виталий Кличко (2013 год) народный депутат Украины[30]
119. Заал Удумашвили (2013 год) депутат Парламента Грузии[30]
120. Акакий Гогичайшвили (2013 год) журналист ведущий программы телекомпании «Рустави-2»[30]
121. Георгий Липонава (2013 год) актёр[30]
122. Павле Кублашвили (2013 год) депутат Парламента Грузии[30]
123. Николоз (Нико) Табатадзе (2013 год) основатель и бывший генеральный директор телекомпании «Рустави-2»[30]
124. Давид Кикалишвили (2013 год) футболист[30]
125. Зураб Чиаберашвили (2013 год) бывший министр труда, здравоохранения и социальной защиты Грузии[30]
126. Эльдар Шенгелая (2013 год) кинорежиссёр[30]
127. Натия Бандзеладзе (2013 год) журналист, начальник пресс-службы президента Грузии[30]
128. Ирма Надирашвили (2013 год) депутат Парламента Грузии[30]
129. Заал Самадашвили (2013 год) писатель[30]
130. Николоз Гварамия (2013 год) генеральный директор телекомпании «Рустави-2»[30]
131. Давид Киркитадзе (2013 год) губернатор региона Квемо Картли[30]
132. Баяр Шахин (2013 год) певец, фольклорист, Турецкая Республика[30]
133. Александр Лукашенко (2013 год) Президент Республики Беларусь[30]
134. Виктор Янукович (2013 год) Президент Украины[30]
135. Серж Саргсян (2013 год) Президент Республики Армения[30]
136. Алмазбек Атамбаев (2013 год) Президент Киргизской Республики[30]
137. Ислам Каримов (2013 год) Президент Республики Узбекистан[30]
138. Мехрибан Алиева (2013 год) депутат Милли Меджлиса Азербайджана[30]
139. Дональд Туск (2013 год) Председатель Совета министров Польши[30]
140. Манана Манджгаладзе (2013 год) пресс-секретарь президента Грузии[30]
141. Зураб Дарчиашвили (2013 год) глава службы протокола президентской администрации[30]
142. Якоб Закареишвили (2013 год) начальник службы по вопросам гражданства, государственным наградам и вопросам помилования[30]
143. Георгий Тугуши (2013 год) народный защитник (омбудсмен) Грузии[30]
144. Шота Малашхия (2013 год) депутат Парламента Грузии[30]
145. Георгий Карбелашвили (2013 год) заместитель министра экономики и устойчивого развития Грузии[30]
146. Георгий Канделаки (2013 год) заместитель председателя Комитета парламента Грузии по международным делам[30]
147. Александр Квиташвили (2013 год) ректор Тбилисского университета[30]
148. Заур Куртошидзе (2013 год) — глава департамента вертолётчиков при Пограничной полиции[49]
149. Александр Кикнадзе (2013 год) — полковник[50]
150. Владимир Филат (2013 год) — Премьер-министр Республики Молдова[51]
151. Отар Сепиашвили (2013 год) — телеведущий[52]
152. Мантас Адоменас[англ.] (2013 год) — член фракции Союза отечества - Христианских демократов Литвы[53]
153. Лаврентий Манагадзе (2014 год) врач-уролог, академик Грузинской академии медицинских наук[30]
154. Аллахшукюр Пашазаде — Шейх-уль ислам, Азербайджанская Республика[30]
155. Джамлет Хухашвили (2014 год) спортивный комментатор, заслуженный тренер Грузии[30]
156. Роман Шакаришвили (2014 год) врач-невролог[30]
157. Гиви Маргвелашвили (2015 год) — писатель, Федеративная Республика Германия[30]
158. Нона Гаприндашвили (2015 год) — шахматистка[30]
159. Михаил Якобус Ленц (2015 год)[30]
160. Автандил Квезерели-Копадзе (2015 год) — врач-педиатр, академик[30]
161. Нодар Цинцадзе (2015 год) — физик, академик Академии наук Грузии[30]
162. Реваз Адамия (2016 год) — посол Грузии в ООН (посмертно)[54]
163. Георгий Бурдули (2016 год) — заместитель министра иностранных дел в Грузии (посмертно)[54]
164. Леван Микеладзе (2016 год) — посол Грузии в Австрии (1996-2001); США, Канаде, Мексике (2002-2006); Швейцарии (2006-2007) (посмертно)[54]
165. Чингиз Фарзалиев (2016 год) — директор Азербайджанского национального музея искусств[55]
166. Гиви Гамбашидзе (2016 год) — археолог[56]
167. Владимир Хинчегашвили (2016 год) — борец вольного стиля[57]
168. Лаша Талахадзе (2016 год) — тяжелоатлет[57]
169. Элисо Вирсаладзе (2017 год) — российская и грузинская пианистка[58]
170. Константин Залдастанишвили (2018 год) — посол Грузии в Австрии (посмертно)[59]
171. Теймураз Дарджания (2018 год) — бывший хореограф Государственного ансамбля Абхазии, председатель Союза хореографов[60]
172. Серго Гегечкори (2018 год) — заместитель председателя Союза хореографов[60]
173. Ираклий Менагаришвили (2018 год) — министр иностранных дел Грузии (1995-1998 и 1998-2003)[61]
174. Тедо Джапаридзе (2018 год) — министр иностранных дел (2003-2004)[61]
175. Митрополит Исайя (Чантурия) (2018 год) — глава епархии Никози и Цхинвали[62]
176. Темур Чхеидзе (2018 год) — российский и грузинский режиссёр[62]
177. Зура Кикнадзе (2018 год) – учёный[62]
178. Гела Канделаки (2018 год) – режиссёр[62]
179. Манана Менабле (2018 год) – музыкант[62]
180. Леван Чогошвили (2018 год) — художник[62]
181. Кети Хуцишвили (2018 год) — руководитель фонда «Открытое общество – Грузия»[62]
182. Свенд Воге (2018 год) – музыкальный критик[62]
183. Гурам Кашия (2018 год) — футболист[62]
184. Александр Анпилогов (2018 год) — гандболист[63]
185. Георгий Асанидзе (2018 год) — тяжелоатлет[63]
186. Вахтанг Благидзе (2018 год) — борец греко-римского стиля[63]
187. Давид Гобеджишвили (2018 год) — борец вольного стиля[63]
188. Владимир Гоголадзе (2018 год) — гимнаст[63]
189. Зураб Звиадаури (2018 год) — дзюдоист[63]
190. Леван Тедиашвили (2018 год) — борец вольного стиля[63]
191. Важа Качарава (2018 год) — волейболист[63]
192. Гела Кеташвили (2018 год) — футболист[63]
193. Кахи Кахиашвили (2018 год) — тяжелоатлет[63]
194. Манучар Квирквелия (2018 год) — борец греко-римского стиля[63]
195. Кетеван Лосаберидзе (2018 год) — спортсменка (стрельба из лука)[63]
196. Реваз Миндорашвили (2018 год) — борец вольного стиля[63]
197. Роман Руруа (2018 год) — борец греко-римского стиля[63]
198. Нино Салуквадзе (2018 год) — стрелок из пистолета[63]
199. Виктор Санеев (2018 год) — легкоатлет[63]
200. Роберт Шавлакадзе (2018 год) — легкоатлет[63]
201. Лаша Шавдатуашвили (2018 год) — дзюдоист[63]
202. Рафаэль Чимишкян (2018 год) — тяжелоатлет[63]
203. Ираклий Цирекидзе (2018 год) — дзюдоист[63]
204. Лери Хабелов (2018 год) — борец вольного стиля[63]
205. Шота Хабарели (2018 год) — дзюдоист[63]
206. Давид Хахалейшвили (2018 год) — дзюдоист[63]
207. Тенгиз Церцвадзе (2019 год) — профессор Тбилисского государственного университета имени Иване Джавахишвили, генеральный директор Научно-практического центра инфекционной патологии, СПИДа и клинической иммунологии[64]
208. Фотос Фотиадис (2019 год, посмертно) — кипрский меценат[65]
209. Анзор Эркомаишвили (2020 год) — певец-фольклорист и композитор[66]
210. Георгий Алексидзе (2021 год) — хореограф (посмертно)[67]
211. Тенгиз Арчвадзе (2022 год) — актёр[68]
212. Тариэл Хархелаури[груз.] (2022 год) — поэт[69]
213. Михаил Мусхелишвили (2022 год) — профессор Страгсбургского университета, основатель Восточноевропейского исследовательского центра[70]
214. Теймураз Мурванидзе (2023 год) — художник, сценограф[71]
215. Амиран Гамкрелидзе (2023 год) — Генеральный директор Национального центра по контролю заболеваний и общественного здоровья Грузии[72]

## Отказавшиеся от награды
1. Лана Гогоберидзе — кинорежиссёр[73]